# Кјотоку
Кјотоку (享徳) је јапанска ера (ненко) која је настала после Хотоку и пре Кошо ере. Временски је трајала од јула 1452. до јула 1455. године и припадала је Муромачи периоду. Владајући монарх био је цар Го Ханазоно.

## Важнији догађаји Кјотоку ере
- 1453. (Кјотоку 2, шести месец): Шогун мења своје име Јошинари у Јошимасу по коме ће бити више познат у модерним временима.[3]
- 1454. (Кјотоку 3): Ашикага Шигеуџи организује убиство Уесугија Норитаде[4] чиме започиње серија конфликта за контролу Канто регије. Овај догађај у историји је познат као Кјотоку инцидент (Кјотоку но ран).[5]